# خرمای خاصوئی
خرمای خاصوئی نام گونه‌ای از خرما در جنوب ایران است. این گونه از خرما بسیار مرغوب است، دانه‌ای گرد و رنگی سرخ کمی مایل به نارنجی دارد. پوستش نازک و خوش‌طعم است.دمباز و رطبش فروش زیادی دارد و پرطرفدار است. رطب خاصویی بیشتر در جنوب ایران شناخته شده است و طرفداران بسیاری دارد. همچنین نخل و خرمای خاصوئی در روستای ایلود شهرستان بستک هرمزگان بسیار مشهور و مرغوب و یکی از مهم‌ترین کالاهای اقتصادی این روستاست. روستای ایلود سالانه هزاران تن خرمای خاصوئی صادر می‌کند.